# Soldaat van Oranje
Soldaat van Oranje (conocida en español como Eric, oficial de la reina) es una película neerlandesa de 1977 dirigida y coescrita por Paul Verhoeven y producida por Rob Houwer, protagonizada por Rutger Hauer y Jeroen Krabbé.
La película tuvo un presupuesto de cinco millones de florines, siendo en su momento la película neerlandesa más costosa. Con un total de 1.547.183 de espectadores, fue la película neerlandesa más popular de 1977. Recibió una nominación al Globo de Oro por mejor película extranjera en 1980.

## Sinopsis
La película se desarrolla alrededor de la ocupación alemana de los Países Bajos durante la Segunda Guerra Mundial, y muestra cómo los estudiantes tienen diferentes roles en la guerra. La historia está basada en el libro autobiográfico Soldaat van Oranje de Erik Hazelhoff Roelfzema.

## Reparto
- Rutger Hauer como Erik Lanshof.
- Jeroen Krabbé como Guus LeJeune.
- Susan Penhaligon como Susan.
- Edward Fox como Rafelli.
- Lex van Delden como Nico.
- Derek de Lint como Alex.
- Huib Rooymans como Jan Weinberg.
- Dolf de Vries como Jacques ten Brinck.
- Eddy Habbema como Robby Froost.